# Kvarntorp
Kvarntorp är en småort i Ekeby socken, Kumla kommun, Örebro län, belägen cirka 8 km öster om Kumla vid riksväg 51.

## Historia
År 1554 skrevs Quarnetorp. Namnet består av ordet kvarn, vilket lär ha åsyftat en sådan i den bäck som flyter förbi. Efterledet betyder torp = "nybygge".
Kvarntorp ligger i ett område med rikliga tillgångar av alunskiffer, kalksten samt sandsten. Under perioden 1941-1965 drevs här en anläggning för brytning och pyrolys av skifferförekomsterna. Detta utfördes av företaget Svenska Skifferolje AB. I ett uranextraktionsverk bedrevs utvinning av uran.
All industriell verksamhet i området hade stor påverkan på miljön, vilket numera märks bl.a. genom flera vattenfyllda skifferbrott. Resterna av skifferutvinningen märks på lång väg genom den över 100 meter höga askhögen Kvarntorpshögen (157,2 m ö.h.). Sedan 1980 bedriver Kumla kommun släckningsprojekt i syfte att kyla ner askhögen och dämpa rökutvecklingen.

### Befolkningsutveckling
| Befolkningsutvecklingen i Kvarntorp 1950–2015 | Befolkningsutvecklingen i Kvarntorp 1950–2015 | Befolkningsutvecklingen i Kvarntorp 1950–2015 | Befolkningsutvecklingen i Kvarntorp 1950–2015 | Befolkningsutvecklingen i Kvarntorp 1950–2015 |
| --------------------------------------------- | --------------------------------------------- | --------------------------------------------- | --------------------------------------------- | --------------------------------------------- |
|                                               |                                               |                                               |                                               |                                               |
| År                                            |                                               |                                               | Folkmängd                                     | Areal (ha)                                    |
| 1950                                          | 1950                                          |                                               | 523                                           |                                               |
| 1960                                          | 1960                                          |                                               | 604                                           |                                               |
| 1965                                          | 1965                                          |                                               | 450                                           |                                               |
| 1970                                          | 1970                                          |                                               | 437                                           |                                               |
| 1975                                          | 1975                                          |                                               | 305                                           |                                               |
| 1980                                          | 1980                                          |                                               | 278                                           | 134                                           |
| 1990                                          | 1990                                          |                                               | 228                                           | 134                                           |
| 1995                                          | 1995                                          |                                               | 180                                           | 134#                                          |
| 2000                                          | 2000                                          |                                               | 169                                           | 134#                                          |
| 2005                                          | 2005                                          |                                               | 159                                           | 134#                                          |
| 2010                                          | 2010                                          |                                               | 134                                           | 119#                                          |
| 2015                                          | 2015                                          |                                               | 99                                            | 63#                                           |
| Anm.: Upphörde som tätort 1995. # Som småort. |                                               |                                               |                                               |                                               |

## Näringsliv
Området runt Kvarntorp har blivit klassat som lämpligt för inlandslokalisering av tung och miljöstörande industri. Flera företag i kemibranschen har numera uppstått här. Ett av de mera kända företagen är Svensk Avfallskonvertering AB (Sakab), fd Fortum Waste Solution , numera NG Nordic group, som tar emot miljöfarligt avfall från hela Sverige.